# 桑布河
桑布河（西班牙語：Rio Sambú）是巴拿马的一条河流，注入太平洋。